# Meininger Oberland
Meininger Oberland ist die historische Bezeichnung des Kreises Sonneberg im früheren Herzogtum Sachsen-Meiningen. Diese Bezeichnung stammt aus der zweiten Hälfte des 18. Jahrhunderts. Nach dem Ende des selbständigen Staates Sachsen-Meiningen im Jahr 1920 ist sie aus der Umgangssprache verschwunden.

## Entstehung des Begriffs „Meininger Oberland“
Politisch gehörte dieses Gebiet von 1572 bis 1735 zum Herzogtum Sachsen-Coburg. Nach dem Aussterben der älteren Linie Sachsen-Coburg fielen das seit 1611 bestehende Amt Neuhaus und der Gerichtsbezirk Sonneberg im Amt Neustadt an die Meininger Herzöge. Weitergehende Ansprüche Sachsen-Meiningens gegenüber Sachsen-Coburg waren nach einer gescheiterten militärischen Besetzung Neustadts nicht durchzusetzen, so dass 1742 aus dem Gericht das Amt Sonneberg gebildet wurde und Neustadt unmittelbar bei den Coburgern verblieb. Auf der Grundlage eines herzoglichen großen Handelsprivilegs breitete sich seit dem 18. Jahrhundert im Meininger Oberland das großbürgerliche Verlagswesen und die davon abhängige „Heimarbeit“ vieler in Armut verharrender häuslich-familiärer Produzenten aus. Unter diesen wirtschaftlichen Voraussetzungen entwickelte sich das Gebiet bis Ende des 19. Jahrhunderts zum Weltmarktführer in der Spielwarenherstellung. Die Meininger erweiterten das Gebiet bis 1780 um das Amt Schalkau und die Schaumberger Besitzungen im heutigen Sonneberger Hinterland. Danach setzte sich in der Umgangssprache die Bezeichnung „Meininger Oberland“ für den Kreis Sonneberg durch. Die Ämter Sonneberg, Neuhaus und Schalkau wurden 1742 zwar den herzoglichen Zentralbehörden in Meiningen administrativ unterstellt, galten aber als ein von Meiningen (jetzt „Meininger Unterland“ genannt) staatsrechtlich getrennter Teil des Herzogtums Sachsen-Coburg. Bis zur Beendigung der Erbstreitigkeiten zwischen den Herzögen von Sachsen-Coburg und Sachsen-Meiningen sahen sich die Einwohner des Meininger Oberlandes den drei Herrscherhäusern Sachsen-Coburg-Saalfeld, Sachsen-Hildburghausen und Sachsen-Meiningen gleichermaßen ehrerbietig unterstellt und verbunden. Erst 1826 wurde das Sonneberger Gebiet mit dem Teilungsvertrag zu Hildburghausen endgültig in das Herzogtum Sachsen-Meiningen eingegliedert. Mit der Bildung von Kreisen im Herzogtum Sachsen-Meiningen wurde 1869 aus dem im Zuständigkeitsbereich des Verwaltungsamtes Sonneberg liegenden Meininger Oberland der Kreis Sonneberg.

## Ende des „Meininger Oberlandes“
Mit dem Sturz der Monarchie 1918 dankten auch die Herrscherhäuser der thüringischen Herzogtümer Sachsen-Coburg und Gotha und Sachsen-Meiningen ab. Im Verlauf des Jahres 1919 etablierten sich in den betreffenden Territorien die drei Freistaaten Coburg, Sachsen-Gotha und Sachsen-Meiningen.
Die maßgebenden politischen Kräfte, von den Liberalen bis zu den Sozialdemokraten, und die bürgerliche Sonneberger Zeitung waren für den Anschluss an Thüringen. Deren Hauptargumente waren der Katholizismus und Separatismus Bayerns sowie die starke internationale Ausrichtung der Industrieregion Sonneberg zu den Seehäfen. Für Thüringen sprachen somit die gemeinsame Konfession und Geschichte, für Oberfranken die engen lokalen Verbindungen und die bis 1918 durch das Königreich Bayern ausgeübte Interessenvertretung im Bundesrat. Außerdem warb die Meininger Regierung für den Verbleib des Meininger Oberlandes zusätzlich bei den Sonneberger Kaufleuten mit Steuervorteilen, dem Ausbau der Handels- und Gewerbekammer, der Bestandsgarantie des Kreissitzes und versprach sich für das US-Konsulat einzusetzen, das 1851 in Sonneberg errichtet worden war und seit der Verlegung 1897 nach Coburg nur noch als konsularische Vertretung, bis zur Schließung 1916, geführt wurde. Ende 1919 erfolgte schließlich durch den Landtag Sachsen-Meiningens der Beschluss, der als Bedingungen des Beitritts zum Land Thüringen u. a. forderte, dass die Handels- und Gewerbekammer in Sonneberg bestehen bleiben und ausgebaut sowie dass sich das Land für ein US-Konsulat einsetzen sollte.
Ein Volksentscheid im Freistaat Coburg führte 1920 zur Eingliederung in den damaligen bayerischen Kreis Oberfranken. Seither ragt der Kreis Sonneberg aus Südthüringen keilförmig nach Bayern hinein.